# Eskandar Momeni
Eskandar Momeni (persan : اسکندر مؤمنی ; né en 1962) est un commandant militaire et homme politique iranien qui occupe le poste de ministre de l'Intérieur dans le gouvernement Massoud Pezechkian depuis août 2024. Il appartient au camp des « principalistes » et est décrit comme « un général de police relativement modéré »,.

## Biographie
Eskandar Momeni a fait partie des Gardiens de la révolution. Auparavant, il a été chef d'état-major de la brigade Malik Ashtar et de la 25e division de Karbala et en tant que commandant des forces de police dans la province du Khorassan-e Razavi.
Il a ensuite été nommé adjoint aux opérations de police et, de 2009 à 2015, il a commandé la police de la circulation iranienne, succédant à Mohammad Rouyanian (en).
En mars 2015, il a été nommé commandant adjoint du commandement des force de l'ordre de la république islamique d'Iran.
Eskandar Momeni a été secrétaire général du quartier général de lutte contre les stupéfiants de 2018 à 2025. Dans un discours prononcé devant le Parlement lors de sa confirmation à ce poste, il a promis de s'efforcer de promouvoir l'égalité sociale et l'égalité des sexes.
En aout 2024, il devient  ministre de l'Intérieur d'Iran dans le gouvernement Massoud Pezechkian